# Majano
Majano (in friulano Maian) è un comune italiano di 5 706 abitanti del Friuli-Venezia Giulia.

## Storia
A San Salvatore è stato scoperto un sepolcreto longobardo; i ricchi corredi funebri di guerrieri che sono stati ritrovati sono ora conservati nei musei di Udine e Cividale del Friuli. A San Tomaso, località posta lungo la strada che collega Concordia Sagittaria al Norico, sorse nel 1199 un ospedale con l'annessa chiesetta dell'Ordine di San Giovanni di Gerusalemme. Nel 1976 il comune fu devastato dal terremoto del Friuli, che provocò enormi crolli e danni.

### Simboli
Lo stemma e il gonfalone sono stati concessi con DPR n. 3165
del 31 luglio 1981.
Lo stemma raffigura, in campo azzurro, un fascio di verghe dorate, riunite intorno a una scure d'acciaio e legate da una fettuccia rossa.
Il gonfalone è un drappo di rosso.

## Monumenti e luoghi d'interesse

### Chiesa dei Santi Pietro e Paolo
La chiesa parrocchiale dei Santi Pietro e Paolo si trova nel capoluogo del comune. Il nucleo originario della chiesa fu costruito tra il 1768 e il 1780 su progetto di Domenico Schiavi e venne in seguito affrescata da Antonio Schiavi. La chiesa originale con l'adiacente campanile, a causa delle lesioni subite dopo il sisma del 1976, venne demolita.
Venne sostituita con un edificio progettato da Oliviero Accosano, Eugenio Boranga, Tito De Biasio, e Armando Pinellini. Il 6 maggio 2012 è stato inaugurato il nuovo campanile, utilizzando anche un troncone di quello del 1906, a suo tempo chiamato "il biel tor". Esso ospita un concerto di tre campane in Do3, inceppate a slancio “friulano”, sono state fuse dalla fonderia Grassmayr di Innsbruck (Austria) nel 2011. Alla base del campanile si trova la vecchia campana maggiore, opera di Giovanni Battista De Poli di Udine (fusa nel 1933), che faceva parte del vecchio concerto assieme ad altre due campane fuse dalla fonderia Clocchiatti di Colugna (UD) nel 1976 e attualmente dismesse.

### Chiesa di Santo Stefano Protomartire
La chiesa di Santo Stefano Protomartire è la parrocchiale della fazione Susans. L'esistenza di una cappella è attestata già nel XII secolo, ma l'edificio più recente venne costruito nel 1812 in stile neoclassico.

### Ospitale di San Giovanni
L'Ospitale di San Giovanni di Gerusalemme è un complesso situato nella frazione di San Tomaso di Majano. L'Ospitale è stato fondato alla fine del XII secolo dai cavalieri di San Giovanni di Gerusalemme (poi Cavalieri di Malta) nel periodo delle crociate, come risulta dalla pergamena istitutiva originale del 1199 del "Portis", conservata alla Biblioteca Joppi di Udine.
Questo edificio costituiva una tappa importante della Via del Tagliamento nell'antica Via di Alemagna che collegava l'Europa fino ai Paesi Baltici con i ponti dell'Adriatico. L'edificio, annesso alla Chiesa di San Giovanni, offriva rifugio e ristoro ai pellegrini in viaggio verso Roma.

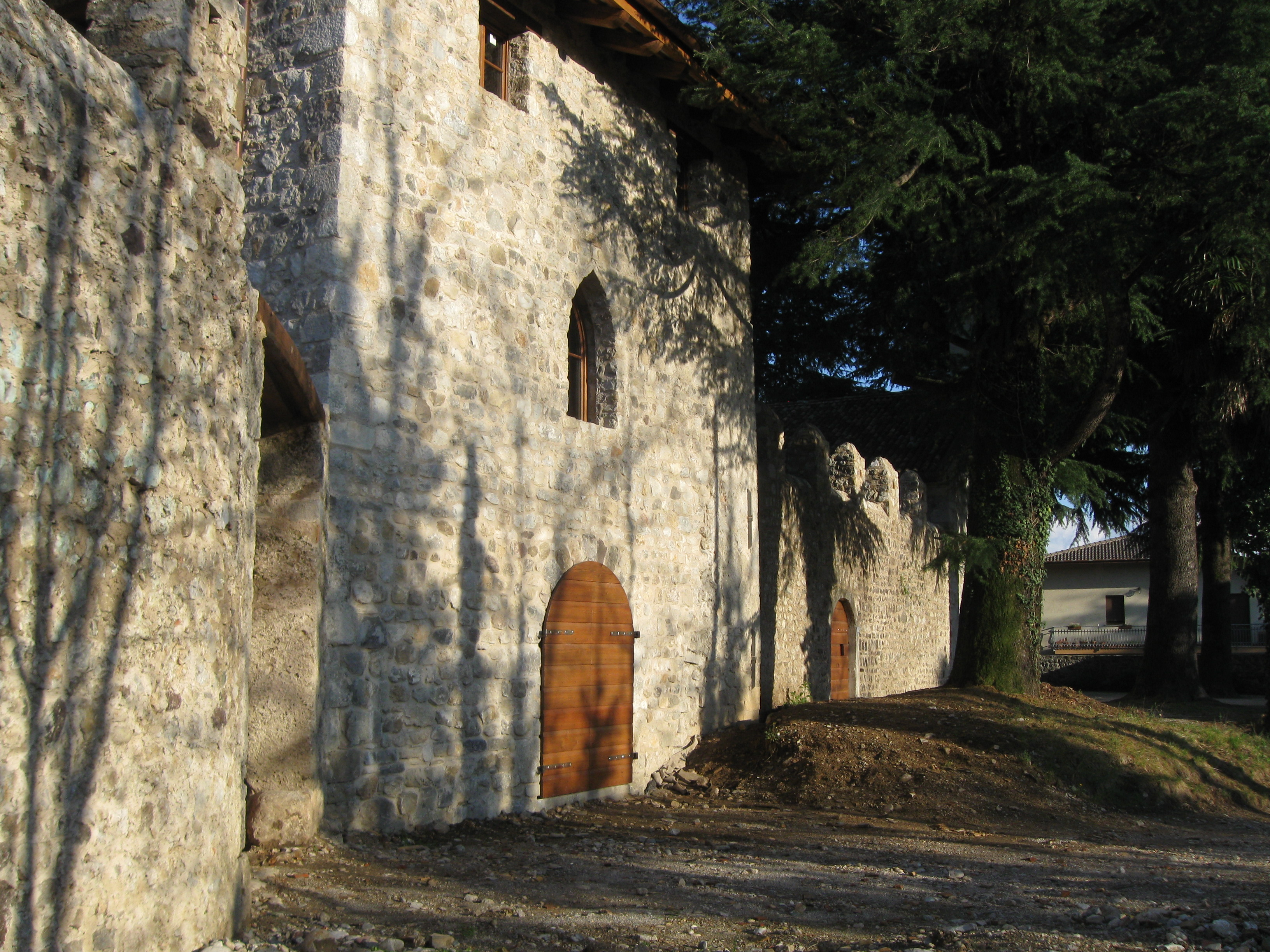
Ospitale San Giovanni (San Tomaso)

### Castello di Susans
Il castello è situato nella frazione di Susans. Di storia antica, la sua ricostruzione nelle attuali forme risale al XVII secolo.

## Società

### Evoluzione demografica
Abitanti censiti

### Lingue e dialetti
A Majano, accanto alla lingua italiana, la popolazione utilizza la lingua friulana. Ai sensi della deliberazione n. 2680 del 3 agosto 2001 della Giunta della Regione autonoma Friuli-Venezia Giulia, il Comune è inserito nell'ambito territoriale di tutela della lingua friulana ai fini della applicazione della legge 482/99, della legge regionale 15/96 e della legge regionale 29/2007. La lingua friulana che si parla a Majano rientra fra le varianti appartenenti al friulano centro-orientale.

## Amministrazione

### Sindaci dal 1995
| Periodo        | Periodo        | Primo cittadino         | Partito                                          | Carica  | Note |
| -------------- | -------------- | ----------------------- | ------------------------------------------------ | ------- | ---- |
| 23 aprile 1995 | 13 giugno 1999 | Adriano Piuzzi          | Democrazia Cristiana                             | Sindaco |      |
| 13 giugno 1999 | 13 giugno 2004 | Adriano Piuzzi          | Democrazia Cristiana                             | Sindaco |      |
| 13 giugno 2004 | 7 giugno 2009  | Claudio Zonta           | Forza Italia                                     | Sindaco |      |
| 7 giugno 2009  | 25 maggio 2014 | Claudio Zonta           | Forza Italia                                     | Sindaco |      |
| 25 maggio 2014 | 26 maggio 2019 | Raffaella Paladin       | Coalizione "Majano in Comune, Civica per Majano" | Sindaco |      |
| 26 maggio 2019 | 3 aprile 2023  | Raffaella Paladin       | Coalizione "Majano in Comune, Civica per Majano" | Sindaco |      |
| 3 aprile 2023  | in carica      | Elisa Giulia De Sabbata | Coalizione "Majano Attiva, Impegno Par Maian"    | Sindaco |      |

### Gemellaggi
- San Zenone degli Ezzelini, dal 2000
- Traversetolo
- Città di Castello, dal 2017[13]